# 小塩真司
小塩 真司（おしお あつし、1972年〈昭和47年〉11月19日 - ）は、日本の心理学者、早稲田大学文学学術院教授。博士（教育心理学）（名古屋大学、2000年）。愛知県出身。

## 略歴
- 1991年3月：愛知県立一宮西高等学校卒
- 1995年3月：名古屋大学教育学部教育心理学科卒
- 1997年3月：名古屋大学大学院教育学研究科博士課程前期課程修了
- 2000年3月：名古屋大学大学院教育学研究科博士課程後期課程修了・博士（教育心理学）
- 2001年10月：中部大学人文学部講師
- 2003年4月：同・助教授
- 2007年4月：同・准教授（名称変更）
- 2012年4月：早稲田大学文学学術院准教授
- 2014年4月より：早稲田大学文学学術院教授

## 著書

### 単著
- 『自己愛の青年心理学』（ナカニシヤ出版 2004年）
- 『SPSSとAmosによる心理・調査データ解析―因子分析・共分散構造分析まで―』（東京図書，2004年）
- 『研究事例で学ぶSPSSとAmosによる心理・調査データ解析』（東京図書，2005年）
- 『実践形式で学ぶSPSSとAmosによる心理・調査データ解析』（東京図書，2007年）
- 『はじめての共分散構造分析―Amosによるパス解析―』（東京図書，2008年）
- 『はじめて学ぶパーソナリティ心理学―個性をめぐる冒険―』（ミネルヴァ書房，2008年）
- 『共分散構造分析はじめの一歩—図の意味から学ぶパス解析入門—』（アルテ，2010年）
- 『性格を科学する心理学のはなし—血液型性格判断に別れを告げよう—』（新曜社，2011年）
- 『ストーリーでわかる心理統計(1)　大学生ミライの統計的日常—確率・条件・仮説って?』（東京図書，2013年）
- 『人間関係の生涯発達心理学』（丸善出版，2014年，大藪　泰・林もも子・福川康之との共著）
- 『Progress & Application　パーソナリティ心理学』（サイエンス社，2014年）
- 『研究をブラッシュアップする　SPSSとAmosによる心理・調査データ解析』（東京図書，2015年）
- 『心理学の卒業研究ワークブック—発想から論文完成までの10ステージ—』（金子書房，2015年，宅香菜子との共著）
- 『ストーリーでわかる心理統計—大学生ミライの因果関係の探究—』（ちとせプレス，2016年）
- 『性格がいい人、悪い人の科学』（日経プレミアシリーズ，2018年）
- 『性格とは何か　より良く生きるための心理学』（中公新書，2020年）
- 『大学生ミライの信頼性と妥当性の探究 (ストーリーでわかる心理統計)』（ちとせプレス，2022年）
- 『「性格が悪い」とはどういうことか―ダークサイドの心理学』（ちくま新書，2024年）
- 『入門　SPSSによる心理・調査データ解析』（東京図書，2024年）
- 『性格診断ブームを問う─心理学からの警鐘』（岩波ブックレット，2025年）

### 共著
- 『あなたとわたしはどう違う？：パーソナリティ心理学入門講義』（ナカニシヤ出版， 2007年）

### 編著
- 『心理学基礎演習Vol.2　質問紙調査の手順』（ナカニシヤ出版， 2007年）
- 『自己愛の心理学—概念・測定・パーソナリティ・対人関係—』（金子書房，2011年）
- 『パーソナリティ心理学ハンドブック』（福村出版，2013年）